# Площа Віри Холодної
Площа Віри Холодної — площа в історичному центрі Одеси, біля перетину вулиць Преображенської, Ніни Строкатої, Спиридонівскої.

## Історія
Вперше з'являється на карті міста у 1817 році під назвою Поліцейська площа. Названа так через поліцейську дільницю, що знаходилась на розі з вулицею Преображенською.
В радянські часи, з 1920 року, носила ім'я Рози Люксембург.
Сучасна назва площі (з лютого 1996) пов'язано з тим, що у будинку Папудовой, який виходить на неї, у 1918—1919 роках жила акторка німого кіно Віра Холодна, яка померла тут же 16 лютого 1919 року.

## Пам'ятки
Пам'ятник головним героям повісті «Біліє парус самотній» — хлопчикам Петі і Гаврику (1988, скульптор Микола Степанов).